# Ritratto di Antonietta Gonzales
Ritratto di Antonietta Gonzales è un dipinto della pittrice italiana Lavinia Fontana, realizzato tra il 1594 e il 1595 e ubicato presso la collezione del castello di Blois.

## Descrizione
Il soggetto ritratto è Antonietta Gonsalvus, figlia del nobile Petrus, uno dei cortigiani di Enrico II di Francia. La piccola Antonietta, come le tre sorelle e il padre stesso, soffriva di ipertricosi, ovvero di aumento della pelosità, che le copriva tutto il volto.
In quest'opera però, ciò che l'autrice volle evidenziare fu la raffinatezza degli ornamenti che decorano l'elegante vestito indossato dalla giovane. Allo stesso tempo cercò di mettere in risalto le mani, candide e affusolate, facendo così passare quasi in secondo piano l'eccessiva peluria del volto.